# Die Arche Noah
Die Arche Noah (Originaltitel: Giacobbe, l’uomo che lottò con Dio) ist eine italienische Bibelverfilmung aus dem Jahr 1963, die in Deutschland allerdings erst im Oktober 1977 in die Kinos kam.

## Inhalt
Nacherzählung der alttestamentlichen Geschichten vom Sündenfall über Kain und Abel, die Sintflut, Lots Rettung durch Abraham bis zur Geschichte Jakobs.

## Kritik
„Bilderbogen mit alttestamentlichen Szenen, von Kain und Abel bis Jakob, ohne Gespür für die religiöse Thematik inszeniert; ein Bibelfilmversuch mit unübersehbaren künstlerischen und formalen Schwächen.“

„Das Missverhältnis zwischen Titel und Inhalt offenbart eine Konzeptionslosigkeit, die in vielen Szenen sichtbar wird.“

## Bemerkungen
Der Film ist einer von mehreren Versuchen des Regisseurs, an der Publizität von John Hustons jahrelang verschobener Bibel-Verfilmung teilzuhaben. Die auf den Postern angegebene Darstellerin Jean Morcier wird in den Stabangaben nicht geführt.